# Canton d'Aimargues
Le canton d'Aimargues est une ancienne division administrative du département du Gard.

## Historique
Créé en 1790, il voit en 1801 les communes qui en font partie être rattachées aux cantons de Vauvert et d'Aigues-Mortes.

## Administration

### Juges de paix
- en 1792 : Jean Prouzet[1]

| Période | Période | Identité              | Fonction précédente | Observation |
| ------- | ------- | --------------------- | ------------------- | ----------- |
| 1792    | 1798    | Pierre Rampon         | Avocat              | -           |
| 1798    | 1801    | Marc-Antoine Boissier | Maire d'Aimargues   | -           |

### Présidents de l'administration municipale
| Période | Période | Identité                    | Étiquette | Qualité |
| ------- | ------- | --------------------------- | --------- | ------- |
| 1795    | 1797    | Jean-César Vincens-Plauchut | Modéré    |         |

- 1797-1801 : ?